# مسجد الزرابي
تم إدراج المسجد في قائمة المعالم التاريخية والثقافية الثابتة ذات الأهمية المحلية بموجب المرسوم رقم 132 الصادر عن مجلس وزراء جمهورية أذربيجان في 2 أغسطس 2001.

## تاريخ
تم بناء مسجد الزرابي في القرن التاسع عشر في حي الزرابي بمدينة غنجة. ويشير الباحث فاروق أحمدوف إلى أن تشييد هذا النصب المعماري تم بتسهيل من شخصيات بارزة من حي الزرابي، بما في ذلك حاجي كازانفر كربلائي آغا أوغلو، ومشادي قاسم حاجي أحمدلي، وعلي بك حاجي علي بيوف، وكربلائي سور عبد الله أوغلو، وآخرين، وتم تمويله من قبل المجتمع المحلي. ويعتقد أن مسجد الزرابي كان موجودًا أيضًا في أراضي غنجة القديمة. ومع ذلك، تم تدمير هذا المسجد في زلزال عام 1139. تم تصميم المسجد على شكل بناء ذي قبتين على طراز المساجد ذات الشرفات. ينقسم المبنى إلى ثلاثة أقسام: قاعة صلاة كبيرة بمساحة 70 متراً مربعاً، وغرفة أصغر بمساحة 30 متراً مربعاً، وشرفة طولها 25 متراً وعرضها 3 أمتار. عندما لم يعد هناك مكان في غرفة الصلاة، كان المصلون يستخدمون الشرفة أيضًا.
بعد الاحتلال السوفييتي لأذربيجان، بدأت حملة رسمية ضد الدين عام 1928  وفي ديسمبر من ذلك العام، قامت اللجنة المركزية للحزب الشيوعي الأذربيجاني بتحويل العديد من المساجد والكنائس والمعابد اليهودية إلى رصيد الأندية لاستخدامها لأغراض تعليمية. في حين كان هناك 3000 مسجد في أذربيجان في عام 1917، انخفض هذا العدد إلى 1700 بحلول عام 1927، و1369 في عام 1928، و17 فقط بحلول عام 1933. خلال هذه الفترة، تم إغلاق مسجد الزرابي أيضًا للعبادة، وتم إعادة استخدام مبناه كمسكن سكني.
وفي وقت لاحق، ناشد خبراء محليون وشخصيات ثقافية إدارة المدينة، طالبين الإذن بإيواء مسرح الشعر في مسجد الزرابي المُرمم. تم قبول الاقتراح وتم تجديد المبنى وتسليمه للفريق الإبداعي. منذ عام 1979 فصاعدًا، بدأ مسرح نظامي للشعر العمل في المبنى. أقيمت هناك عدة عروض مستوحاة من أوبرا " خامسا " للشاعر نظامي الكنجوي. على الرغم من أن المسرح كان يعمل في البداية على أساس تطوعي حتى عام 1981، إلا أنه تم تخصيص مناصب إدارية له لاحقًا من مسرح الدراما الحكومي في غانجا.
بعد أن استعادت أذربيجان استقلالها، تم إدراج المسجد في قائمة المعالم التاريخية والثقافية الثابتة ذات الأهمية المحلية بموجب القرار رقم 132 الصادر عن مجلس وزراء جمهورية أذربيجان بتاريخ 2 أغسطس 2001.
منذ عام 2008، تم دمج مبنى المسجد، الذي كان يضم مسرح نظامي للشعر، مع مسرح غنجة الحكومي للدراما، ويعمل الآن كمسرح مفتوح له.

## معرض الصور

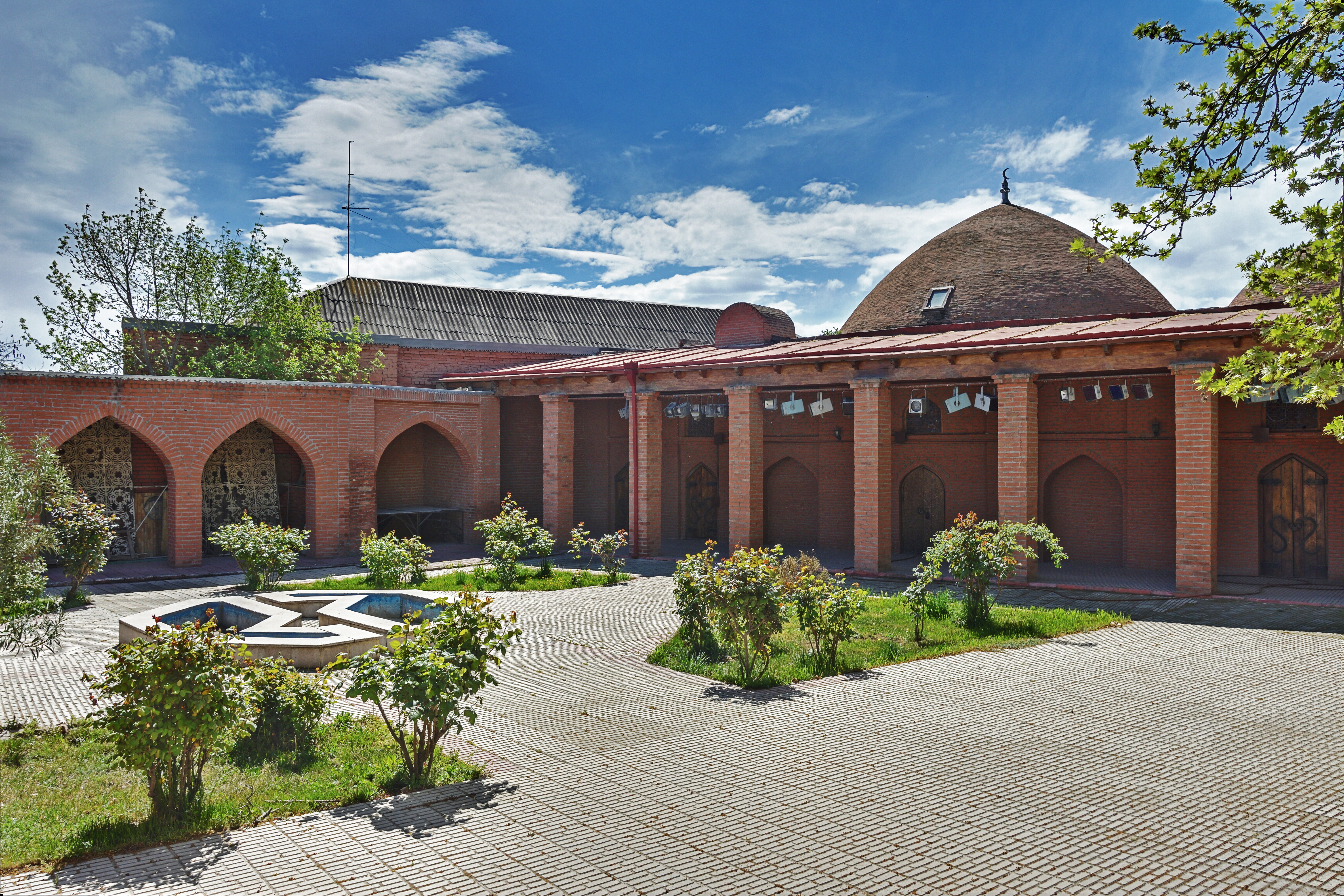
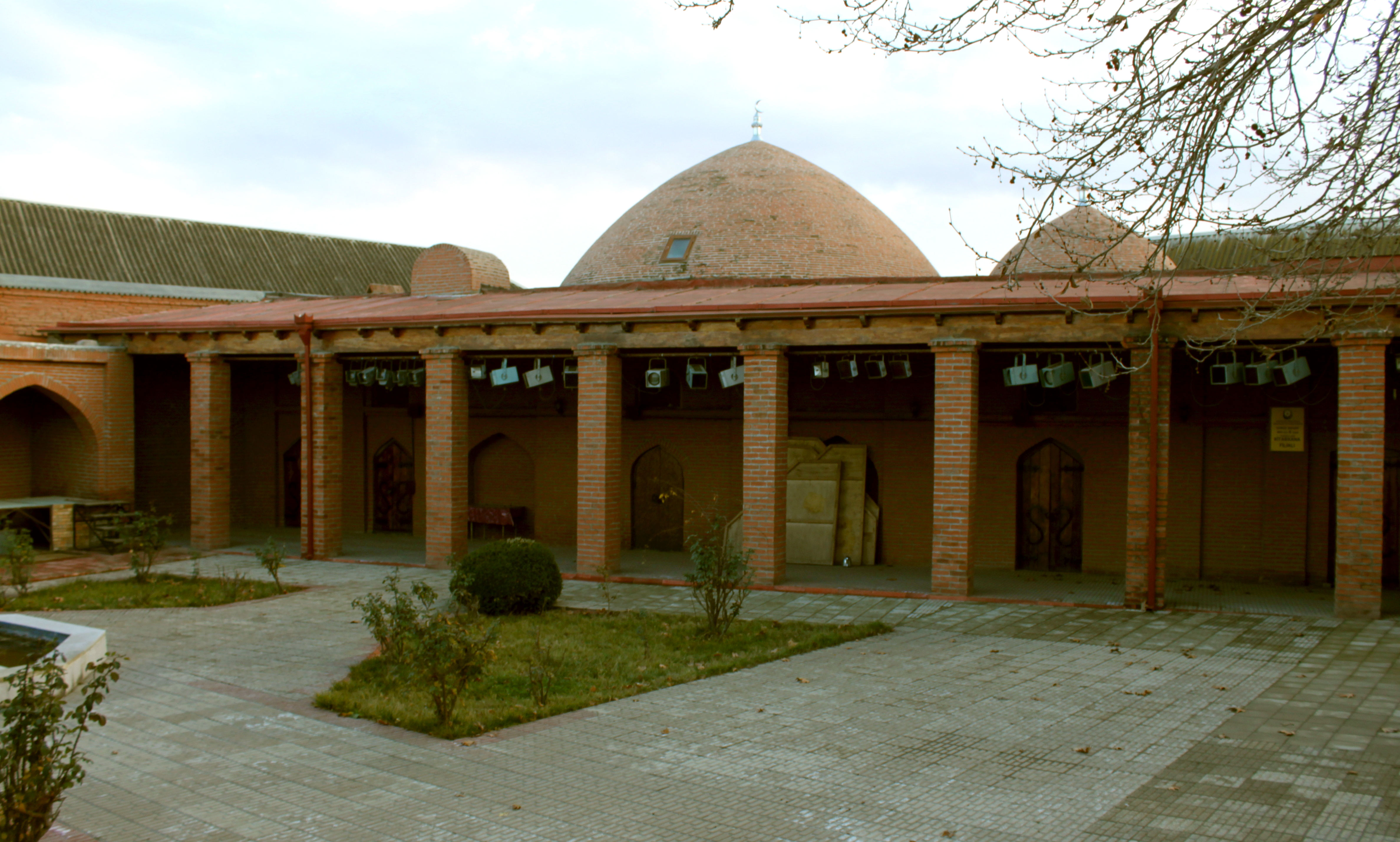
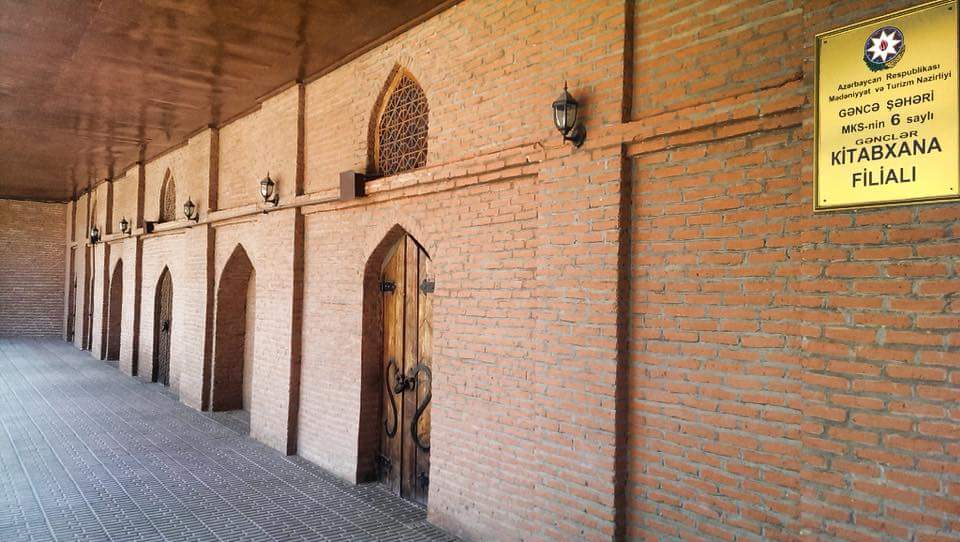
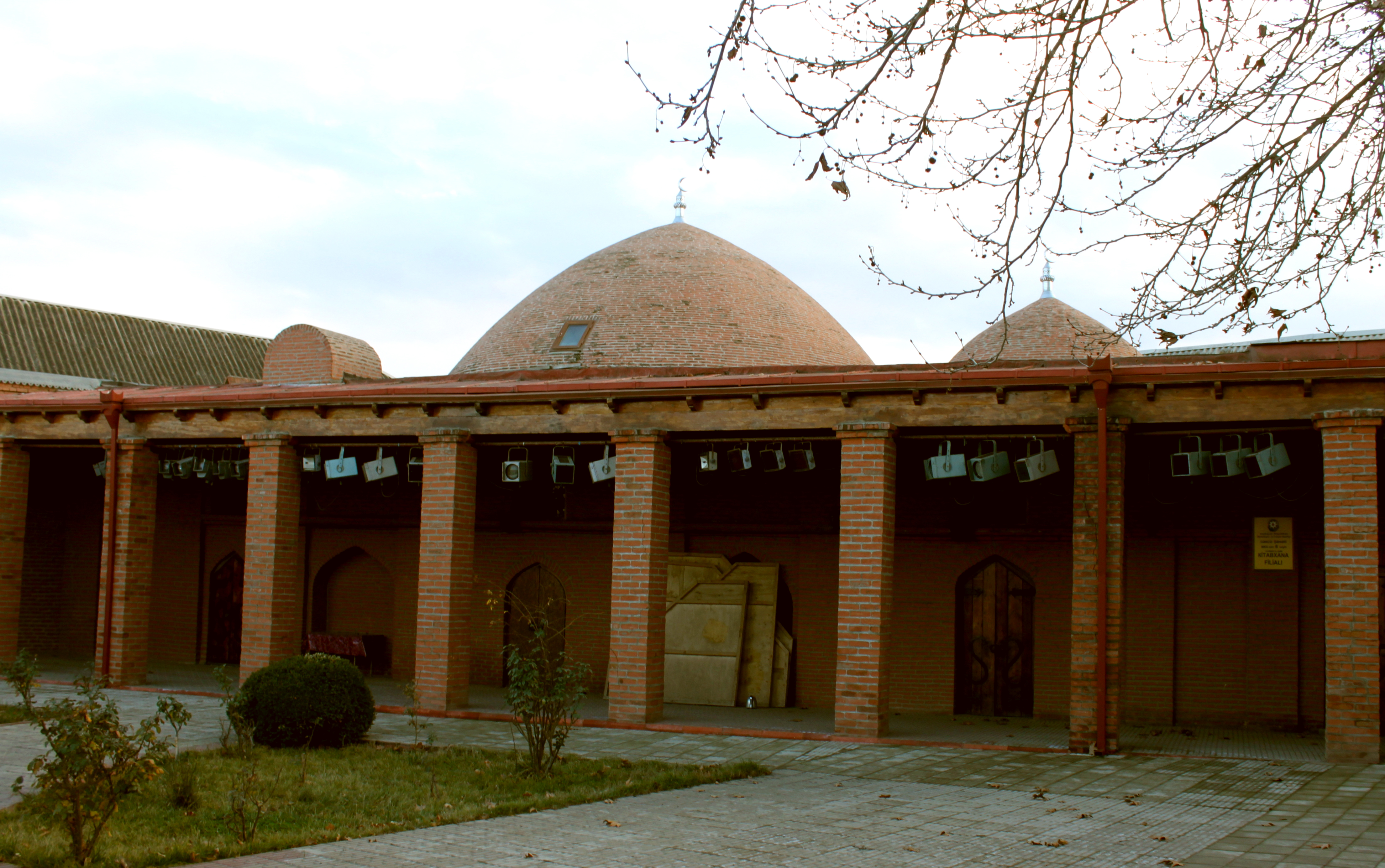
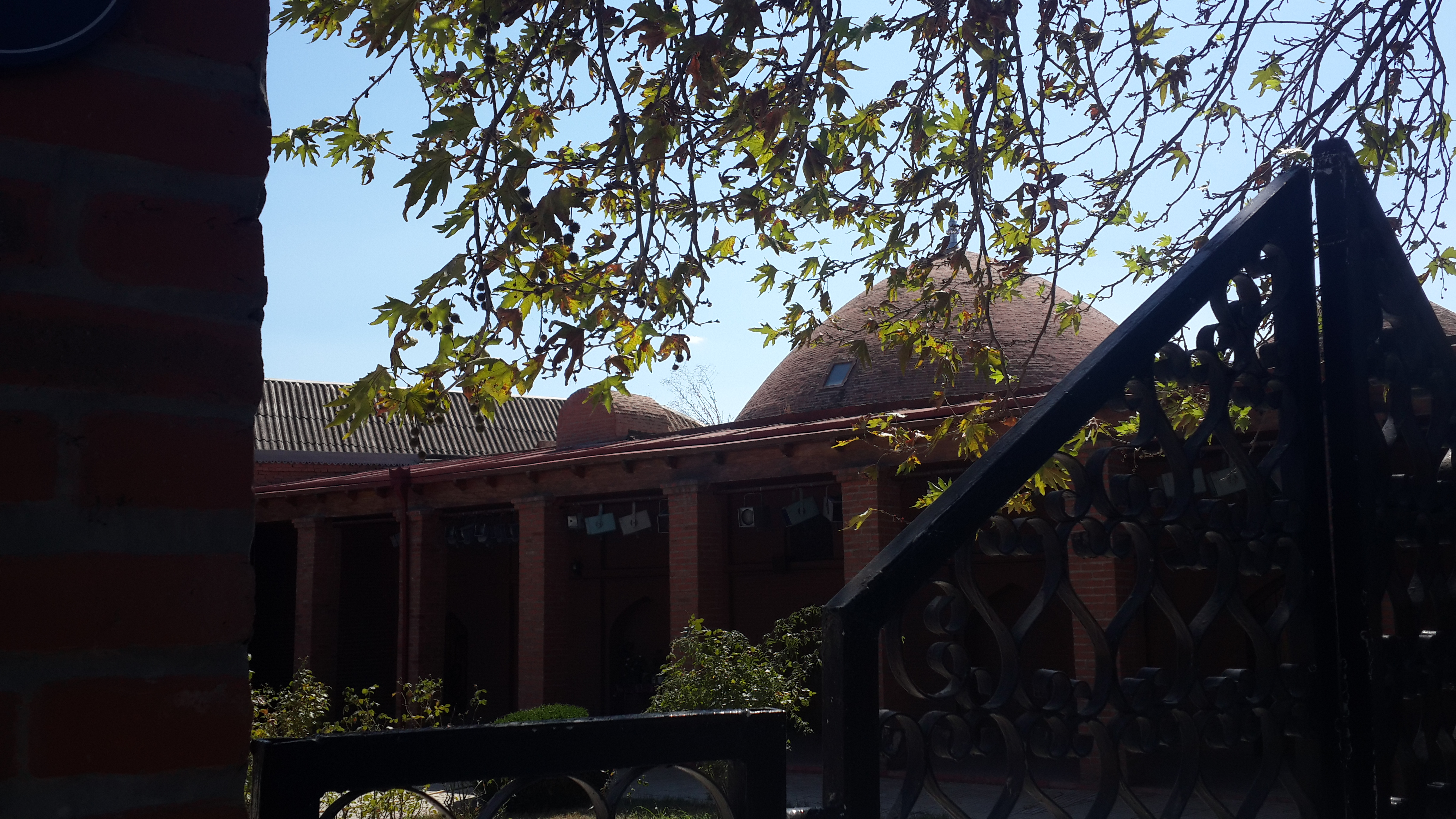
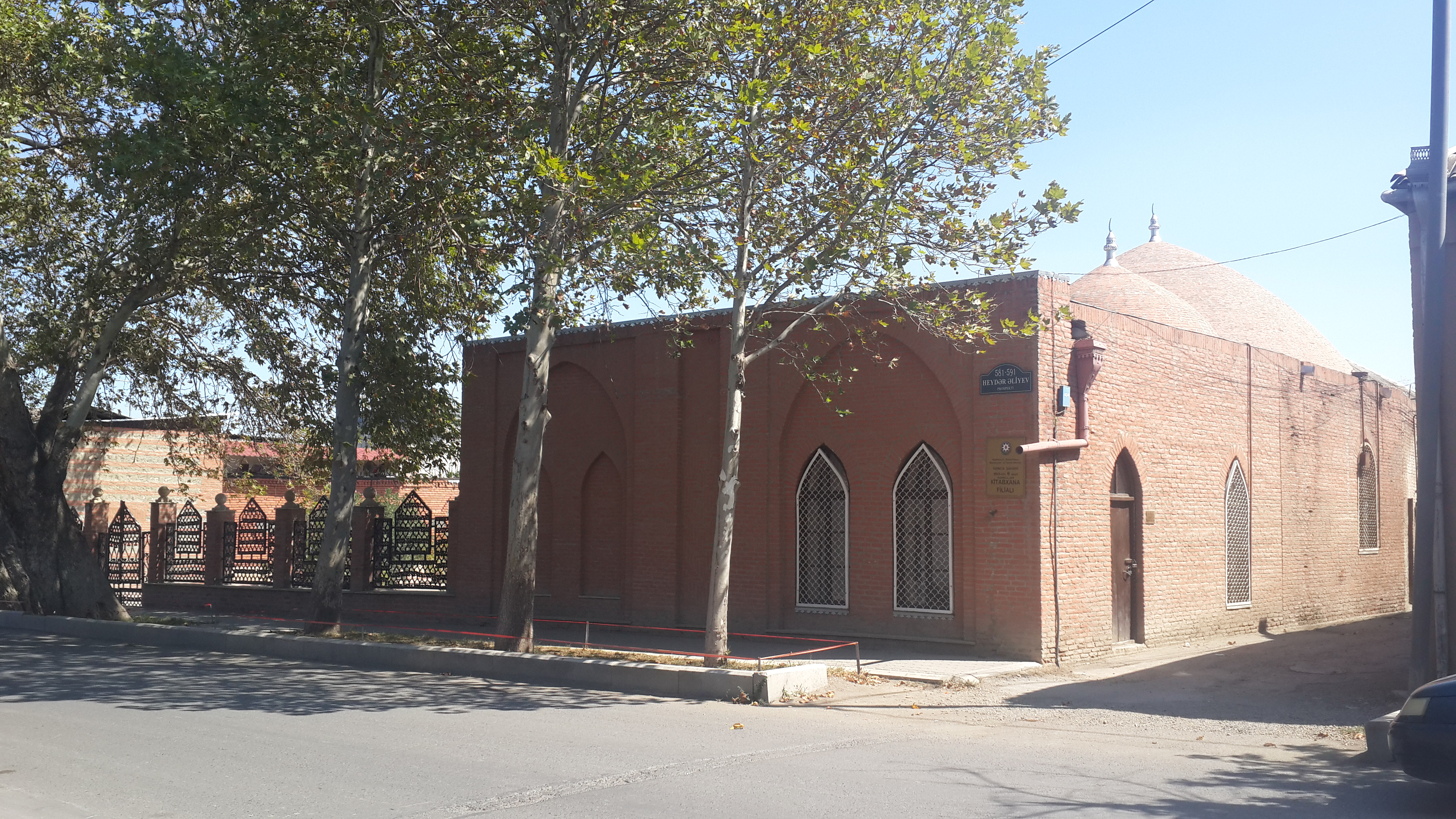
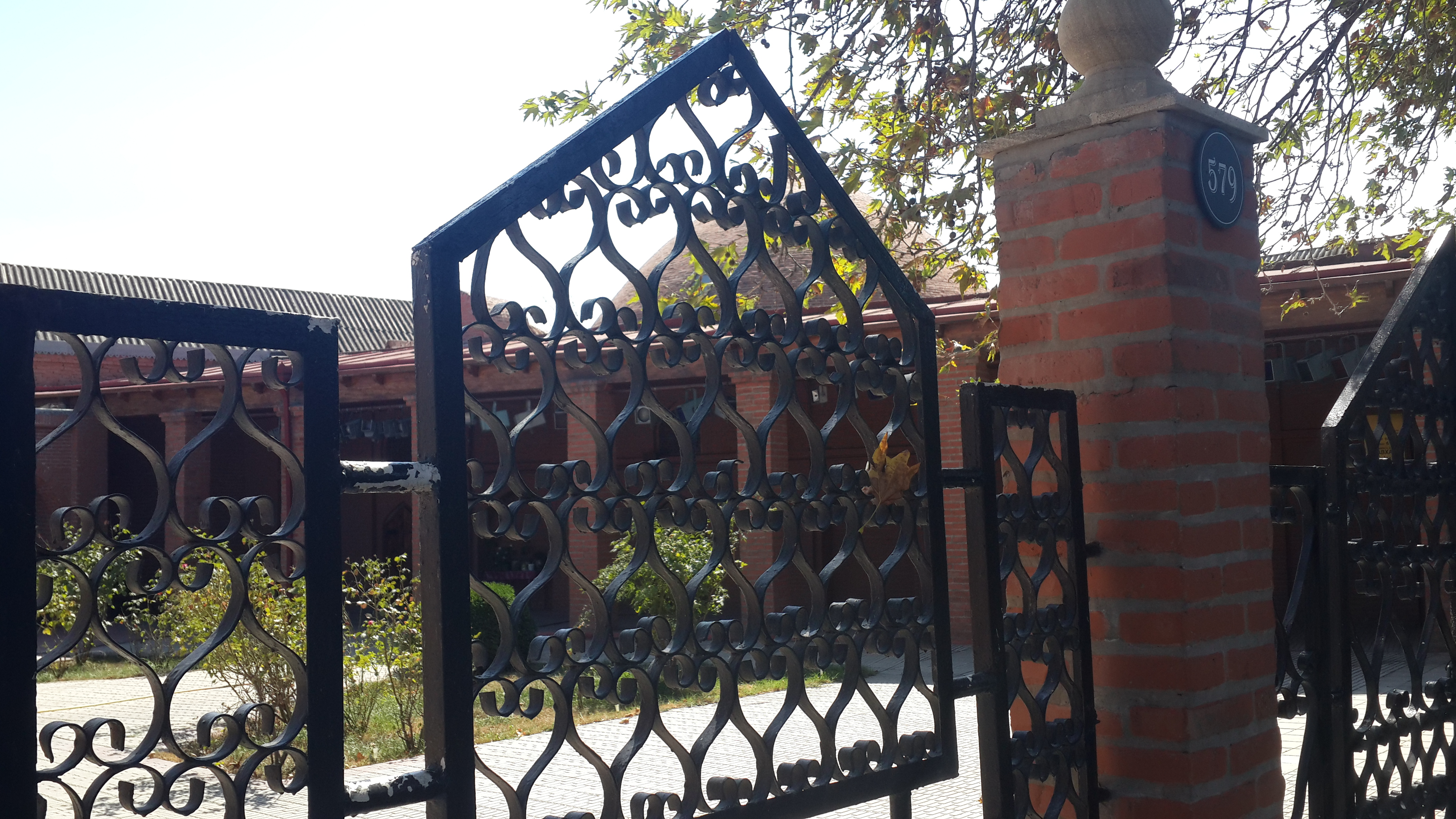

## روابط خارجية
- موقع مسجد الزرابي